# Neosebastes thetidis
Neosebastes thetidis är en fiskart som först beskrevs av Waite, 1899.  Neosebastes thetidis ingår i släktet Neosebastes och familjen Neosebastidae. Inga underarter finns listade i Catalogue of Life.